# Székelykövesd
Székelykövesd (1899-ig Mező-Kövesd, románul Cuieșd) falu Romániában, Maros megyében.

## Fekvése
A Marosi-Mezőség kis faluja Marosvásárhelytől 19 km-re északnyugatra, a Székelykövesdi-patak mellett, Mezőpanit községhez tartozik. Neve megtévesztő, ugyanis határa kőben szegény.

## Története
1451-ben Kewesd néven említik először. A falu temploma 1300 körül épült, a 16. században a reformátusoké lett, majd a 17. században átépítették. Ekkor egy fából készült haranglábat is építettek melléje. 1799-ben a régi anyagának felhasználásával új református templomot építettek protestáns barokk stílusban, melyet 1800 és 1802 között bővítettek.
1910-ben 475 lakosából 448 magyar és 9 román volt. A trianoni békeszerződésig Maros-Torda vármegye Marosi alsó járásához tartozott. 1992-ben 718 lakosából 437 magyar, 259 cigány és 22 román.
A református templom előtt egy 1941-ben állított székelykapu áll, felirata: "aki akar jöjjön be, csak a kaput tegye be!". Ezenkívül található még egy székely kiskapu az egyik utcában, amelyen a következő felirat olvasható: "Ha Isten velünk, kicsoda ellenünk?".

## Híres emberek
- Itt született Újfalvi Krisztina írónő.
- Itt született 1824-ben Kolosy György szabadságharcos, 1848-as honvéd százados
- Itt született 1888-ban Musnai László református teológus, bibliakutató, művelődéstörténész, nagyenyedi rektor.
- Itt született 1895-ben Czakó József, az első romániai szívműtét végzője
- Itt született 1913-ban Kövesdi Kiss Ferenc költő, tanár, helytörténész.